# Dilce
Dilce je naselje u slovenskoj Općini Postojni. Dilce se nalazi u pokrajini Notranjskoj i statističkoj regiji Notranjsko-kraškoj. 

## Stanovništvo
Prema popisu stanovništva iz 2002. godine naselje je imalo 131 stanovnika.